# Tyrannochthonius meruensis
Espèce
Tyrannochthonius meruensis est une espèce de pseudoscorpions de la famille des Chthoniidae.

## Distribution
Cette espèce se rencontre en Tanzanie et au Kenya.

## Étymologie
Son nom d'espèce, composé de meru et du suffixe latin -ensis, « qui vit dans, qui habite », lui a été donné en référence au lieu de sa découverte, le mont Meru.

## Publication originale
- Beier, 1962 : Pseudoscorpionidea. Mission zoologique de l'I.R.S.A.C. en Afrique orientale. (P. Basilewsky et N. Leleup, 1957). Annales du Musée de l'Afrique Centrale, Zoologie, vol. 8, no 107, p. 9-37.